# A Árvore dos Desejos (1.ª temporada)
A primeira temporada de A Árvore dos Desejos estreou a 26 de outubro e terminou a 30 de novembro de 2019 na SIC. O programa é apresentado por João Manzarra.

## Episódios
| Data                   | Escola                             | Cidade                         |
| ---------------------- | ---------------------------------- | ------------------------------ |
| 26 de outubro de 2019  | Centro Escolar de São Miguel       | Vizela, Distrito de Braga      |
| 2 de novembro de 2019  | Escola EB1 Raul Lopes              | Tomar, Distrito de Santarém    |
| 9 de novembro de 2019  | Escola Básica de Porto Pinheiro    | Odivelas, Distrito de Lisboa   |
| 16 de novembro de 2019 | Centro Escolar da Sé               | Bragança, Distrito de Bragança |
| 23 de novembro de 2019 | Escola Básica 1 de Armação de Pêra | Silves, Distrito de Faro       |
| 30 de novembro de 2019 | Escola Básica 3 de Sines           | Sines, Distrito de Setúbal     |

### Especiais
| Data                   | Nome do especial       | Escola | Cidade |
| ---------------------- | ---------------------- | ------ | ------ |
| 26 de dezembro de 2019 | Especial Avós e Netos  | —      | —      |
| 27 de dezembro de 2019 | Especial Pais e Filhos | —      | —      |